# 関塚隆
関塚 隆（せきづか たかし、1960年10月26日 - ）は、千葉県船橋市出身の元サッカー選手、指導者。JFA 公認S級コーチ。現役時代のポジションはフォワード。

## 来歴
千葉県立八千代高等学校から1年の浪人期間を経て一般入試で早稲田大学教育学部に進学。当時の早大蹴球部には3学年先輩に原博実がおり、また吉田靖、城福浩らともチームメイトだった。卒業後、日本サッカーリーグ1部に昇格したばかりの本田技研工業（現Honda FC）に進み、チーム隆盛の礎を築いた。自身は1年目の1984年に得点ランキング2位（11得点）となり、新人王とベストイレブンのタイトルを獲得している。翌1985年も10得点の活躍でチーム初のリーグ3位に導いた。ところが、1987年4月6日にせきつい分離症の大手術を余儀なくされ、そのリハビリを含む一年間に及ぶ離脱もあってかチームも低迷した。1991年に現役を引退し、指導者へと転身。母校の早大ア式蹴球部監督を経て、1993年に鹿島アントラーズにコーチとして招かれ、そこで大学時代および本田技研時代の恩師である宮本征勝の薫陶を受けた。その後1995年に宮本の清水エスパルス監督就任に伴い清水に籍を移すが、翌年鹿島に復帰。ジーコ、ジョアン・カルロス、ゼ・マリオ、トニーニョ・セレーゾといったブラジル人指導者の下で「勝者のメンタリティー」を学んだ。1998年、1999年には鹿島の監督代行も務めた。
2004年に当時Jリーグ2部 (J2) の川崎フロンターレ監督に就任した関塚は、前任者の石崎信弘が行っていたプレッシングサッカーにカウンターの要素を加えてより現実的なスタイルに変更した。また所属選手の意識変化についても影響を及ぼした。その一例として、2004年度シーズン序盤にスポーツライターの江藤高志が関塚に取材した際、当時の所属選手から聞かされた戦術に関する情報を伝えた上で対戦相手チームへの対策について尋ねたところ、関塚は激怒し、「そんなことを選手はしゃべっているんですか！ そんなんじゃ（川崎は）常勝クラブになんかなれないですね！」 と言い放ったというエピソードが残っている。この一件以降、選手たちは自らの言葉に配慮するようになったと江藤は述べている。この年の川崎は、2位の大宮アルディージャとの差が18の勝ち点105 、得失点差+66という成績でJ2を優勝し、J1へと昇格した。
翌2005年も最終順位は8位であったもののシーズン終盤まで上位争いに食い込み、2006年にはワールドカップ中断時点で首位、年間でも2位になるなどJ1に定着し、上位争いを繰り広げるチームを構築した。
我那覇和樹を日本代表にまで育て上げ、鄭大世も北朝鮮代表のフォワードとしてワールドカップ出場権を獲得するまでに成長し、川崎はJ1リーグで屈指の攻撃力を持つチームとなった。また攻撃的ミッドフィールダーだった中村憲剛や左サイドバックだった相馬直樹をボランチで起用するなどのコンバートも成功させ、中村は日本代表でも主力選手の一人として重用されるようになった。守備面では伝統的に3バックを採用していた川崎で鹿島と同じ4バックを導入し、センターバックの箕輪義信や寺田周平も日本代表に選ばれた。
なお、川崎監督退任後のインタビューで、川崎での攻撃スタイルは、中村憲剛をアンドレア・ピルロと見立てるなど、ACミランを参考にしたとコメントしている。
2008年シーズン途中の4月、不整脈などの健康不安を理由に川崎監督を一旦辞任した。その後、スカパー!のサッカー中継などで解説者を務めつつ静養と体調回復に努め、2009年に川崎の監督に復帰したが、タイトルを獲得できなかった（J1リーグ戦2位、ナビスコ杯準優勝、天皇杯ならびにACLベスト8）責任を取り、クラブからの契約延長の申し出を自ら断って、同年シーズン終了を以って退団した。
2010年は再びスカパー!のサッカー中継で解説者を務め、9月9日付で日本サッカー協会理事会にてサッカー日本代表コーチに選任された。A代表コーチと2012年ロンドンオリンピックを目指すU-23サッカー日本代表監督を兼任することとなった。
2012年のロンドンオリンピックでは、日本代表を44年ぶりのベスト4に導くも、準決勝と3位決定戦を落とし、あと一歩でメダル獲得を逃した。大会終了後、契約満了により退任。
2013年5月19日、J2降格危機に陥っていたジュビロ磐田の監督に就任したが、結果を残せずチームはJ2へ降格。複数の選手が戦術への不満を露わにするなど、求心力を及ぼすことができなかったことで クラブ首脳からの慰留を固辞し、就任後半年余りでの退任となった。
2014年7月より、シーズン途中解任された鈴木淳に代わってジェフユナイテッド市原・千葉の監督に就任。千葉は2012年のオフにも関塚に監督就任のオファーをしたものの合意に至らず破談しており、2年越しでのオファー成就となった。2015年はJリーグにおけるクラブ史上最低成績を記録
2016年、開幕から第8節まで、第2節終了時に一旦10位となったのを除き1桁順位をキープ、第8節終了時でもプレーオフ圏内の6位だったが、第9節レノファ山口戦で敗れ10位に転落して以降、プレーオフ圏内の6位以上に戻す事が出来ず、第11節から第19節まで9試合負けなし（3勝6分）だったものの順位は8位から12位の間を推移、第20節から3連敗、その後1勝1分で迎えた7月24日、第25節対清水戦で、前半27分までに0-2とされた所から84分までに3ゴールを挙げ逆転したものの、試合終了直前からアディショナルタイムの5分間に2ゴールを与え再逆転を許し敗戦、翌7月25日、成績不振のため解任された。清水戦で決勝ゴールを決めたのはかつての愛弟子である鄭大世だったため、鄭大世は自身のTwitterで「関塚監督の解任に目を疑いました。 皮肉にも僕のゴールで引導を渡す形になってしまい胸が痛いです」と率直な心境を明かし、決勝ゴールについては「それなら昨日じゃなくてもよかったけど勝負の世界なので相手を気遣う余裕はなくそれは関塚監督が一番わかってくれてると思います」と語った。
2018年2月、日本サッカー協会に入り、S級指導者ライセンス講師、地域統括ユースダイレクターを務める。同年4月、日本サッカー協会技術委員長に就任。2020年3月、技術委員長を退任し、ナショナルチームダイレクターに就任。2020年11月、ナショナルチームダイレクターを退任。
2023年7月、福島ユナイテッドFCのテクニカルディレクターに就任。

## エピソード
- 試合後の記者会見では、まずサポーターに対する感謝の言葉を述べるのが恒例。また対戦相手を「（チーム名）さん」と呼び、相手チームに敬意を払うことを忘れない。
- 普段は冷静だが、ひとたび試合が始まるとタッチライン際まで飛び出し大声でコーチングを行う熱血漢である。
- 2005年の浦和レッドダイヤモンズ戦後の記者会見では「我々を勝たせない何かが働いた」と審判を批判するコメントを残した[20]。また、2006年のアウェー大分トリニータ戦では、判定に対しベンチを蹴り上げる等の行為を働いたとして、退席処分を命じられた。この2試合の主審はともに家本政明である。また、2007年もアウェー大分トリニータ戦で退席処分を命じられ、2年連続で九州石油ドームで退席という珍記録を作ってしまった。
- 2006年に行われたワールドカップドイツ大会、2014年に行われたワールドカップブラジル大会では、NHKの解説者として起用された。

## 所属クラブ
- 八千代高校
- 早稲田大学ア式蹴球部
- 1984年 - 1991年  本田技研工業

## 個人成績
| 国内大会個人成績 | 国内大会個人成績 | 国内大会個人成績 | 国内大会個人成績 | 国内大会個人成績 | 国内大会個人成績 | 国内大会個人成績 | 国内大会個人成績     | 国内大会個人成績 | 国内大会個人成績 | 国内大会個人成績 | 国内大会個人成績 |
| 年度             | クラブ           | 背番号           | リーグ           | リーグ戦         | リーグ戦         | リーグ杯         | リーグ杯             | オープン杯       | オープン杯       | 期間通算         | 期間通算         |
| 年度             | クラブ           | 背番号           | リーグ           | 出場             | 得点             | 出場             | 得点                 | 出場             | 得点             | 出場             | 得点             |
| 日本             | 日本             | 日本             | 日本             | リーグ戦         | リーグ戦         | JSL杯            | JSL杯                | 天皇杯           | 天皇杯           | 期間通算         | 期間通算         |
| ---------------- | ---------------- | ---------------- | ---------------- | ---------------- | ---------------- | ---------------- | -------------------- | ---------------- | ---------------- | ---------------- | ---------------- |
| 1984             | 本田             | 11               | JSL1部           | 18               | 11               | 3                | 3                    | 3                | 0                | 24               | 14               |
| 1985             | 本田             | 11               | JSL1部           | 22               | 10               | 3                | 0                    | 2                | 0                | 27               | 10               |
| 1986-87          | 本田             | 10               | JSL1部           | 12               | 0                | 1                | 0                    | 3                | 2                | 16               | 2                |
| 1987-88          | 本田             | 10               | JSL1部           | 6                | 0                | 0                | 0                    | 0                | 0                | 6                | 0                |
| 1988-89          | 本田             | 10               | JSL1部           | 18               | 4                | 0                | 0                    | 1                | 0                | 19               | 4                |
| 1989-90          | 本田             | 10               | JSL1部           | 21               | 8                | 0                | 0                    | 2                | 0                | 23               | 8                |
| 1990-91          | 本田             | 10               | JSL1部           | 15               | 1                | 0                | 0                    |                  | 1                |                  | 2                |
| 通算             | 日本             | 日本             | JSL1部           | 112              | 34               | 7                | 3\|\|\|\|3\|\|\|\|40 |                  |                  |                  |                  |
| 総通算           | 総通算           | 総通算           | 総通算           | 112              | 34               | 7                | 3\|\|\|\|3\|\|\|\|40 |                  |                  |                  |                  |

・JSL東西対抗戦(オールスターサッカー)　2回出場：1984年、1986年
その他の公式戦
- 1990年
  - コニカカップ 1試合0得点

## 指導歴
- 1991年 - 1992年  早稲田大学ア式蹴球部 監督
- 1993年 - 1994年  鹿島アントラーズ フィジカルコーチ
- 1995年 清水エスパルス アシスタントコーチ
- 1996年 - 2003年  鹿島アントラーズ コーチ
  - 1998年7月、1999年8月  鹿島アントラーズ 監督 (代行）
- 2004年 - 2009年  川崎フロンターレ 監督
- 2010年 - 2012年  U-23日本代表 監督
- 2013年5月 - 同年12月  ジュビロ磐田 監督
- 2014年7月 - 2016年7月  ジェフユナイテッド市原・千葉  監督
- 2018年 - 2020年11月  日本サッカー協会
  - 2018年2月 - 同年3月 S級指導者ライセンス講師・地域統括ユースダイレクターAFCプロライセンスコーチングコースリーダー
  - 2018年4月 - 2020年3月 技術委員長
  - 2018年9月 - 理事デイレクターテクニック[21]
  - 2020年3月 - 2020年11月 ナショナルチームダイレクターAFCプロライセンスコーチングコースリーダー
- 2018年 - 2020年11月  日本プロサッカーリーグ デイレクターテクニック
  - 2018年12月[22] - 2020年3月[23] 理事
- 2022年 - 2023年7月  イトゥアーノFC横浜 テクニカルアドバイザー
- 2023年7月 -  福島ユナイテッドFC テクニカルディレクター[19]

## 監督成績
| 年度   | クラブ | 所属   | リーグ戦 | リーグ戦 | リーグ戦 | リーグ戦 | リーグ戦 | リーグ戦 | カップ戦       | カップ戦  |
| 年度   | クラブ | 所属   | 順位     | 勝点     | 試合     | 勝       | 分       | 敗       | ナビスコ杯     | 天皇杯    |
| ------ | ------ | ------ | -------- | -------- | -------- | -------- | -------- | -------- | -------------- | --------- |
| 1998   | 鹿島   | J      | -        | 12       | 6        | 4        | -        | 2        | -              | -         |
| 1999   | 鹿島   | J1     | -        | 0        | 1        | 0        | 0        | 1        | -              | -         |
| 2004   | 川崎   | J2     | 優勝     | 105      | 44       | 34       | 3        | 7        | -              | 5回戦敗退 |
| 2005   | 川崎   | J1     | 8位      | 50       | 34       | 15       | 5        | 14       | 予選リーグ敗退 | ベスト8   |
| 2006   | 川崎   | J1     | 2位      | 67       | 34       | 20       | 7        | 7        | ベスト4        | 5回戦敗退 |
| 2007   | 川崎   | J1     | 5位      | 54       | 34       | 14       | 12       | 8        | 準優勝         | ベスト4   |
| 2008   | 川崎   | J1     | -        | 7        | 5        | 2        | 1        | 2        | -              | -         |
| 2009   | 川崎   | J1     | 2位      | 64       | 34       | 19       | 7        | 8        | 準優勝         | ベスト8   |
| 2013   | 磐田   | J1     | 17位     | 16       | 21       | 3        | 7        | 11       | -              | 3回戦敗退 |
| 2014   | 千葉   | J2     | 3位      | 38       | 21       | 10       | 8        | 3        | -              | ベスト4   |
| 2015   | 千葉   | J2     | 9位      | 57       | 42       | 15       | 12       | 15       | -              | 3回戦敗退 |
| 2016   | 千葉   | J2     | 9位      | 33       | 25       | 8        | 9        | 8        | -              | -         |
| 通算   | 日本   | J1     | -        | -        | 169      | 77       | 39       | 53       | -              | -         |
| 通算   | 日本   | J2     | -        | -        | 132      | 67       | 32       | 33       | -              | -         |
| 総通算 | 総通算 | 総通算 | -        | -        | 301      | 144      | 71       | 86       | -              | -         |

- 1998年、1999年はヘッドコーチとして指揮。
- 2008年は第5節終了後、療養のため退任。
- 2013年は第14節から。
- 2014年は第22節から。
- 2016年は第25節終了後、成績不振のため解任。

## タイトル

### 監督時代
川崎フロンターレ
- J2リーグ：1回（2004年）